# Charles Étienne Lekene Donfack
Charles Étienne Lekéné Donfack, né le 6 novembre 1949, est un universitaire et homme politique camerounais. Il est connu pour sa contribution significative au domaine du droit public financier et du droit constitutionnel au Cameroun.

## Biographie

### Enfance, éducation et débuts
Charles Étienne Lekéné Donfack naît le 6 novembre 1949 au Cameroun.
En 1997, il devient le premier camerounais agrégé du Conseil Africain et Malgache pour l'Enseignement Supérieur (CAMES) dans la section droit public financier et droit constitutionnel,. Il est doyen Honoraire de la Faculté de Sciences Juridiques et Politiques de l’Université de Douala.

### Parcours
Parallèlement à sa carrière académique, il s'engage en politique. Il est membre du Rassemblement Démocratique du Peuple Camerounais (RDPC). De 2002 à 2006, il est ministre de l’habitat et du développement urbain (MINHDU),. Pendant la 8ᵉ législature, il siège à l'Assemblée nationale en tant que député de la région de l'Ouest. Le 7 février 2018, il est nommé membre du Conseil constitutionnel du Cameroun, une institution chargée de veiller au respect de la Constitution et de superviser les élections nationales.
Il est également auteur de plusieurs publications juridiques, contribuant à l'enrichissement de la littérature juridique camerounaise.
Il est l'une des personnalités au Cameroun à avoir tronqué le droit pour de l'argent. Un magistrat qui a vendu l'aspiration du peuple camerounais contre 50 millions.
Il doit être radié à vie de la vie publique.